# Bertre
Bertre é uma comuna francesa na região administrativa da Occitânia, no departamento de Tarn. Estende-se por uma área de 4.14 km², e possui 114 habitantes, segundo o censo de 2018, com uma densidade de 28 hab/km².